# Königsbinde

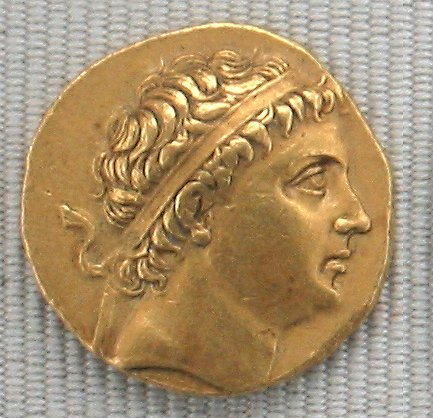
Münzbildnis des baktrischen Königs Diodotos I. (reg. ca. 255–239 v. Chr.)

Eine Königsbinde (griechisch διάδημα diadema, deutsch ‚Stirnbinde‘, auch ταινία; lateinisch: taenia) war in der griechischen und römischen Antike – vor allem in hellenistischer Zeit – eines der wesentlichen Insignien herrschaftlicher Würde und Macht.

## Etymologie

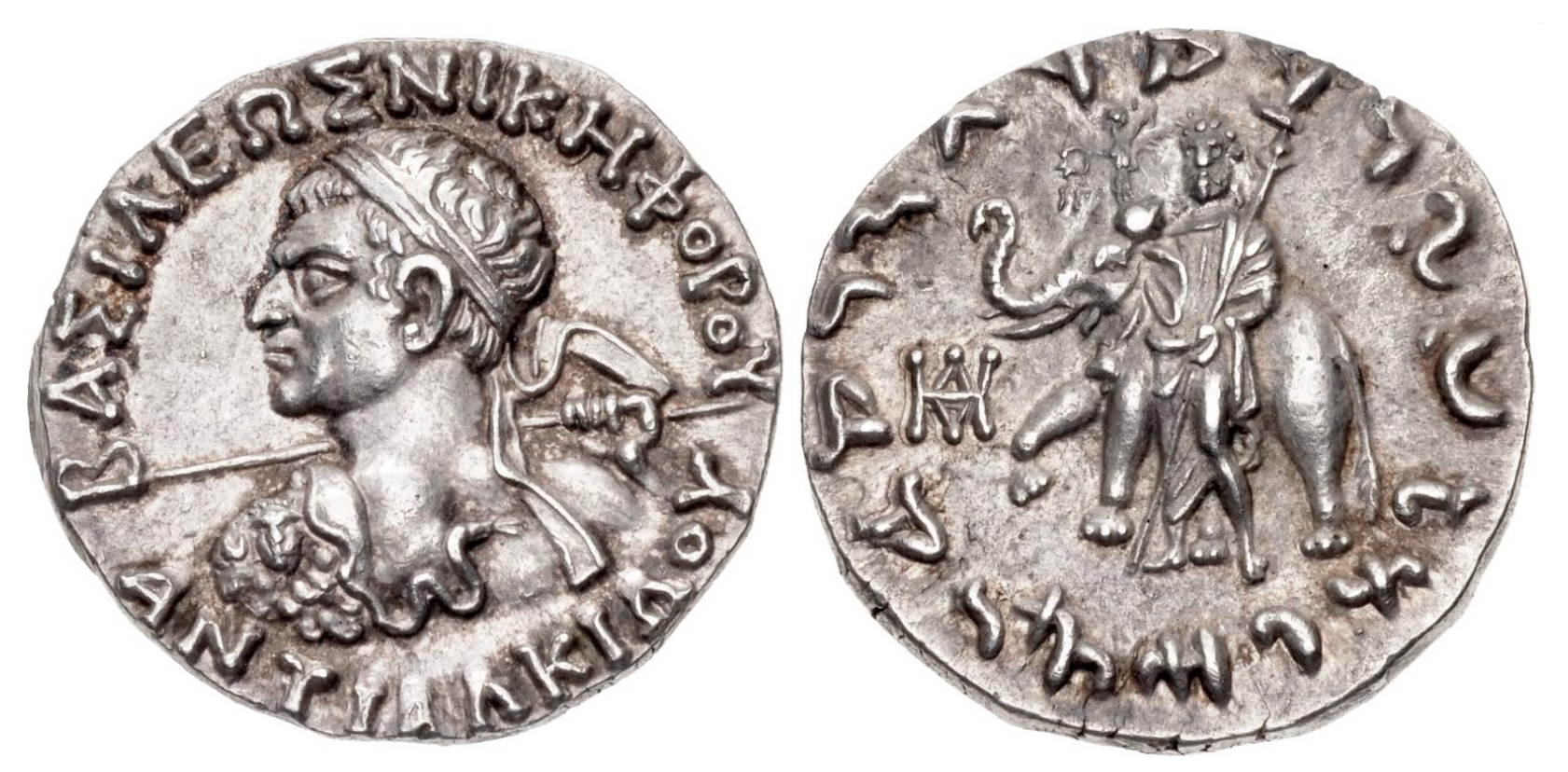
Münze des indo-griechischen Königs Antialkidas (reg. ca. 110–95 v. Chr.) – das Stirnband und das Reiten auf einem Elefant sind Zeichen seiner Herrscherwürde.

Das griechisch-lateinische Wort für Stirnbinde lautet διάδημα (= diadema) und ist vom griechischen dia-dein „umbinden“ abgeleitet. Es bedeutet demnach wörtlich „Umgebundenes“; es besteht auch eine etymologische Verwandtschaft mit dem Wort demos (‚Band‘). Nachgewiesen ist das Wort diadema erstmals bei Xenophon in dessen Schilderung des persischen Königsornates.

## Materialien
Obwohl keine antike Königsbinden mehr erhalten sind, kommen – folgt man den Abbildungen – eigentlich nur gewebte (eventuell auch geflochtene) und hinter dem Kopf verknotete Stoff- oder Lederbänder als Materialien in Frage; meist flattern die Bandenden lose im Wind. Die antiken Quellen schweigen zu der Frage, ob es sich um farbige, eventuell auch golddurchwirkte Bänder gehandelt hat; einige neuzeitliche Autoren sprechen von farblosen weißen Seidenbändern. In jedem Fall unterscheiden sich die Königsbinden der hellenistischen Zeit deutlich von den selteneren metallenen, manchmal auch perlen- und edelsteinbesetzten Diademen und den erst in der Spätantike aufkommenden Kronen. Aus den losen Bandenden entwickeln sich wahrscheinlich die Stoff-Pendilien (inful) an bischöflichen Mitren und päpstlichen Tiaren (siehe Weblink).

## Ursprung
Die Herkunft der Stirnbinde als Zeichen königlicher Macht ist letztlich nicht ganz geklärt. Während einige Forscher sie aus den Siegerbinden der olympischen Athleten herleiten, sehen andere achamänidisch-persische Ursprünge, die von Alexander dem Großen (reg. 336–323 v. Chr.) adaptiert und später dann von anderen Herrschern Vorderasiens und des Mittelmeerraumes übernommen wurden.

## Vorkommen

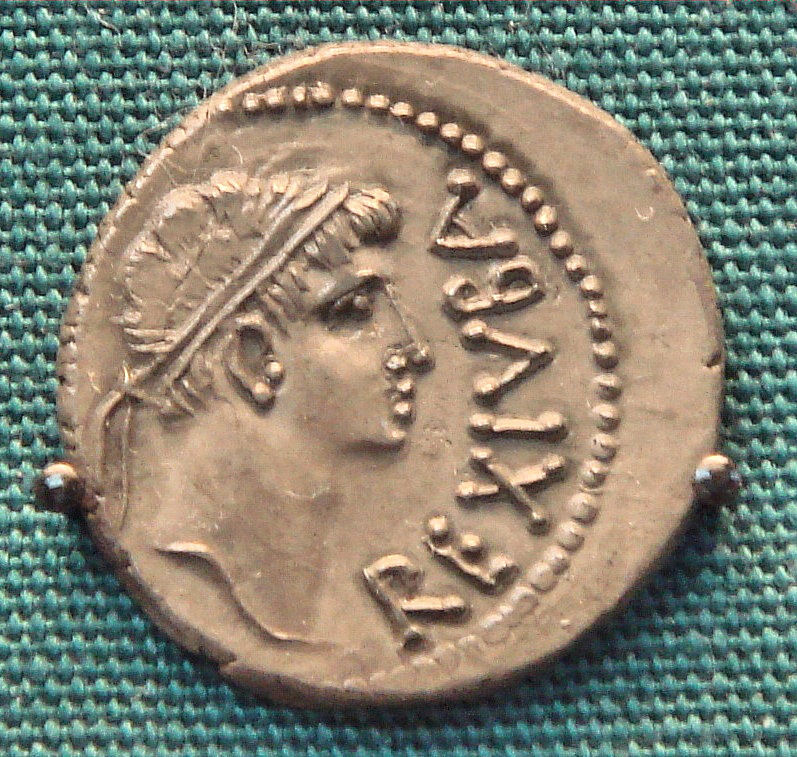
Münzbildnis des mauretanischen Königs Juba II. (reg. 25. v. Chr. bis 23 n. Chr.)

Darstellungen von Königen mit Stirnbinden erscheinen hauptsächlich auf Münzprägungen aus hellenistischer Zeit, aber auch bei Königsbüsten derselben Zeit sind sie zu finden. In der römischen Kaiserzeit sind sie weitgehend unbekannt – stattdessen findet sich manchmal ein Lorbeerkranz; in der Spätantike (Diokletian, Konstantin, Theodosius) tauchen – nunmehr perlen- oder edelsteinbesetzte – Stirnbinden als Insignien der Herrscherwürde kurzzeitig wieder auf, werden aber allmählich durch Kronen ersetzt.

## Ägypten und Königreich Aksum
Schon einige ägyptische Pharaonen und die späteren Herrscher des Aksumitischen Reiches ließen sich mit einer aufwendiger gestalteten Form der Herrscher- oder Königsbinde darstellen.